# Baía da Folga

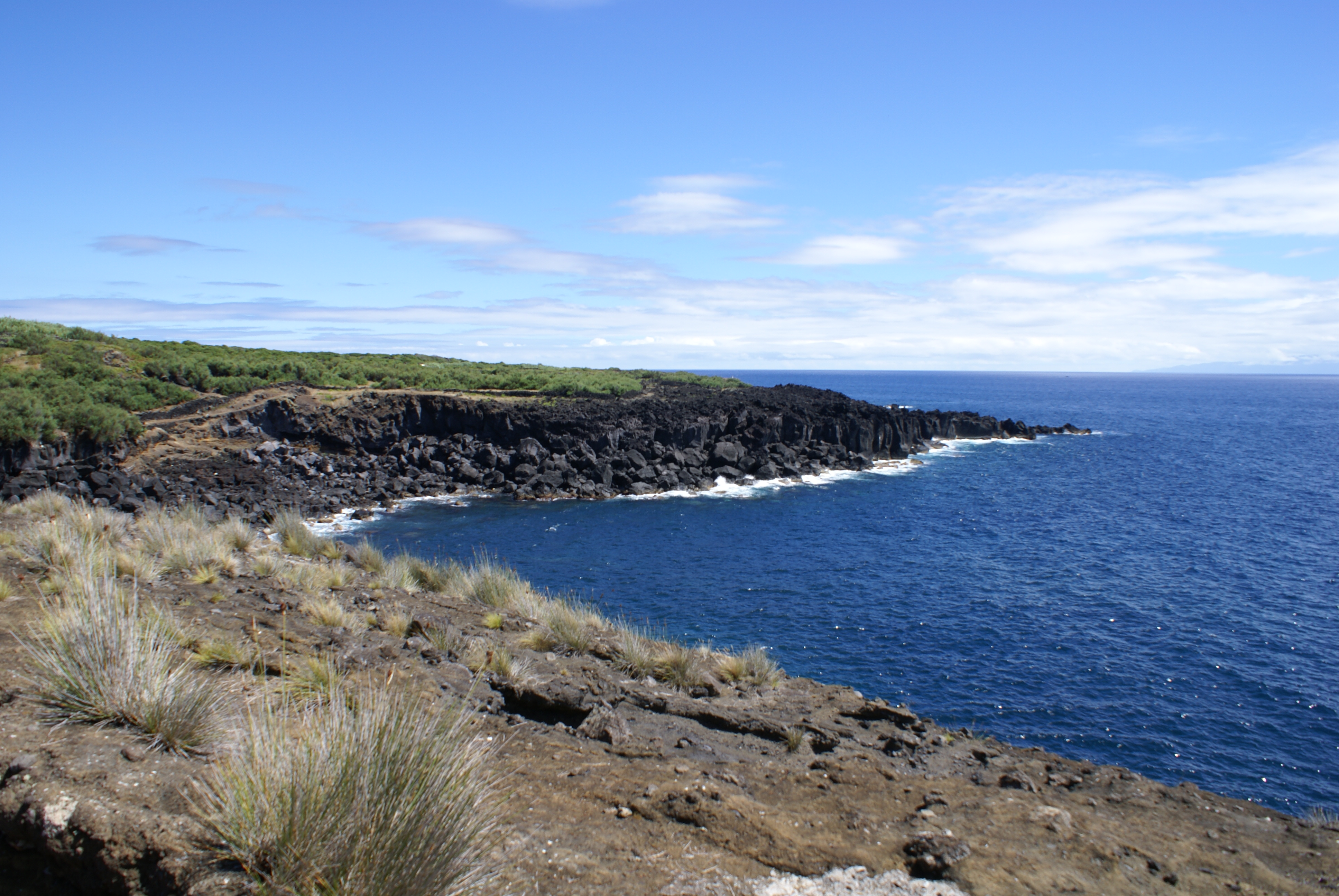
Baía da Folga, vista parcial

A baía da Folga é uma baía portuguesa localizada no concelho de Santa Cruz da Graciosa, ilha Graciosa, Açores.
Esta baía que se localiza entre a baía do Filipe e a baía do Quarteiro, frente à localidade da Luz faz parte do percurso pedestre denominado Percurso Pedestre da Baía da Folga (PR3GRA – Baía da Folga). Esta baía alberga o Porto da Folga, uma zona balnear, um forte quinhentistas denominado Forte da Folga e a Ermida de Santo António.